# Blue Isle Studios
Blue Isle Studios Inc. ist ein kanadisches Indie-Entwicklerstudio mit Sitz in Toronto, Ontario. Es wurde im Jahr 2010 von Alex Tintor gegründet. Das Studio erlangte insbesondere mit der Entwicklung des Titels Slender – The Arrival (2013), einem offiziellen kostenpflichtigen Nachfolger zum Free-to-play-Spiel Slender – The Eight Pages (2012), größere Bekanntheit.

## Spiele
Nachfolgend eine Tabelle aller von Blue Isle Studios entwickelten Spiele:
| Jahr  | Titel                     | Plattformen |
| ----- | ------------------------- | --- |
| 2013  | Slender – The Arrival     | Xbox One, PlayStation 4, Xbox 360, PlayStation 3, Wii U, OS X, Nintendo Switch, PC (Blue Isle Studios’ Website, Steam, Microsoft Store) |
| 2016  | Valley                    | Microsoft Windows, OS X, Linux, PlayStation 4, Xbox One, Nintendo Switch                                                                |
| 2017  | Citadel: Forged With Fire | Microsoft Windows, PlayStation 4, Xbox One                                                                                              |
| N. N. | Broomstick League         | PC (Steam) |
| 2022  | LEAP                      | PC (Steam) |